# NGC 3453
NGC 3453 је спирална галаксија у сазвежђу Хидра која се налази на NGC листи објеката дубоког неба.
Деклинација објекта је - 21° 47' 36" а ректасцензија 10h 53m 40,4s. Привидна величина (магнитуда) објекта NGC 3453 износи 13,1 а фотографска магнитуда 13,9. NGC 3453 је још познат и под ознакама ESO 569-17, MCG -4-26-13, IRAS 10512-2131, PGC 32707.